# 丁格尔
丁格尔（愛爾蘭語：An Daingean或Daingean Uí Chúis）是位於爱尔兰凯里郡的一个镇，也是丁格尔半岛上唯一的镇。它位于大西洋沿岸，特拉利西南約50（30英里）處，基拉尼西北約71（40英里）處。 2016年，丁格尔的人口为2,050人。丁格尔屬於爱尔兰语区。该镇的主要产业是旅游業、渔业和农业。丁格爾還擁有一個牲畜市场。諾曼征服愛爾蘭後，该镇发展成为一个港口。到13世纪，愛爾蘭當地通过丁格尔出口的商品数量已超过了利默里克。

## 照片库

丁格尔 - An Daingean - Dingle
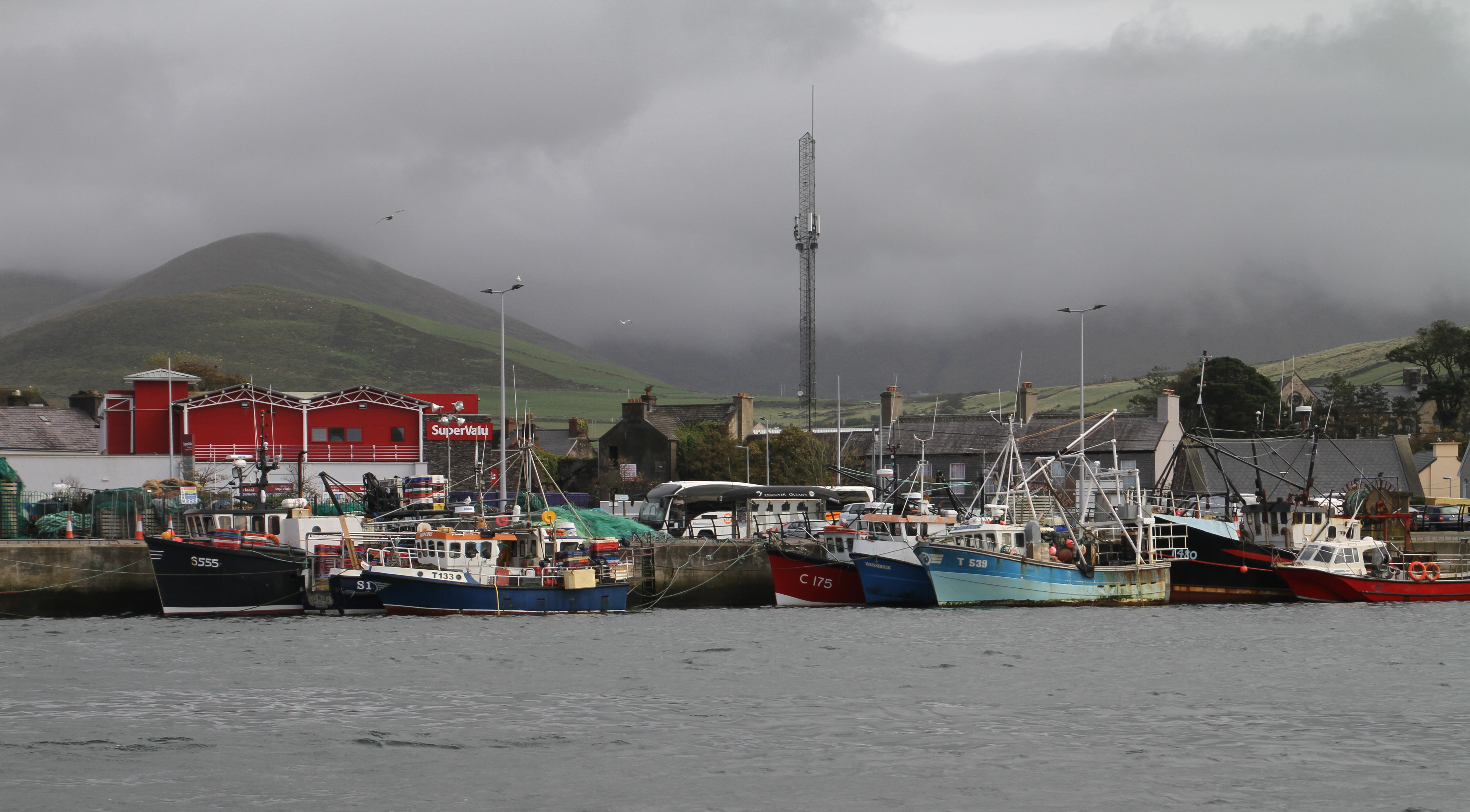
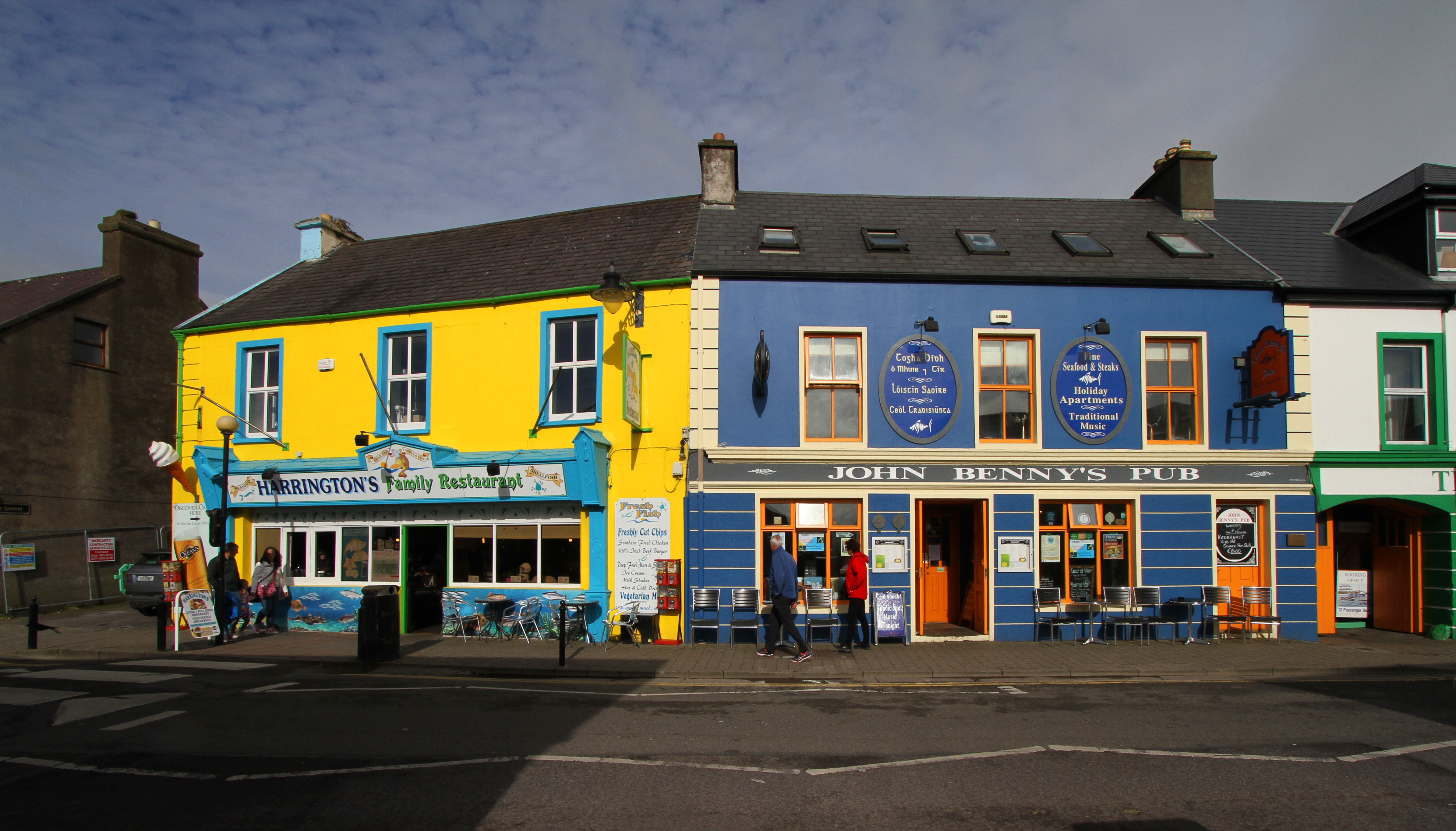
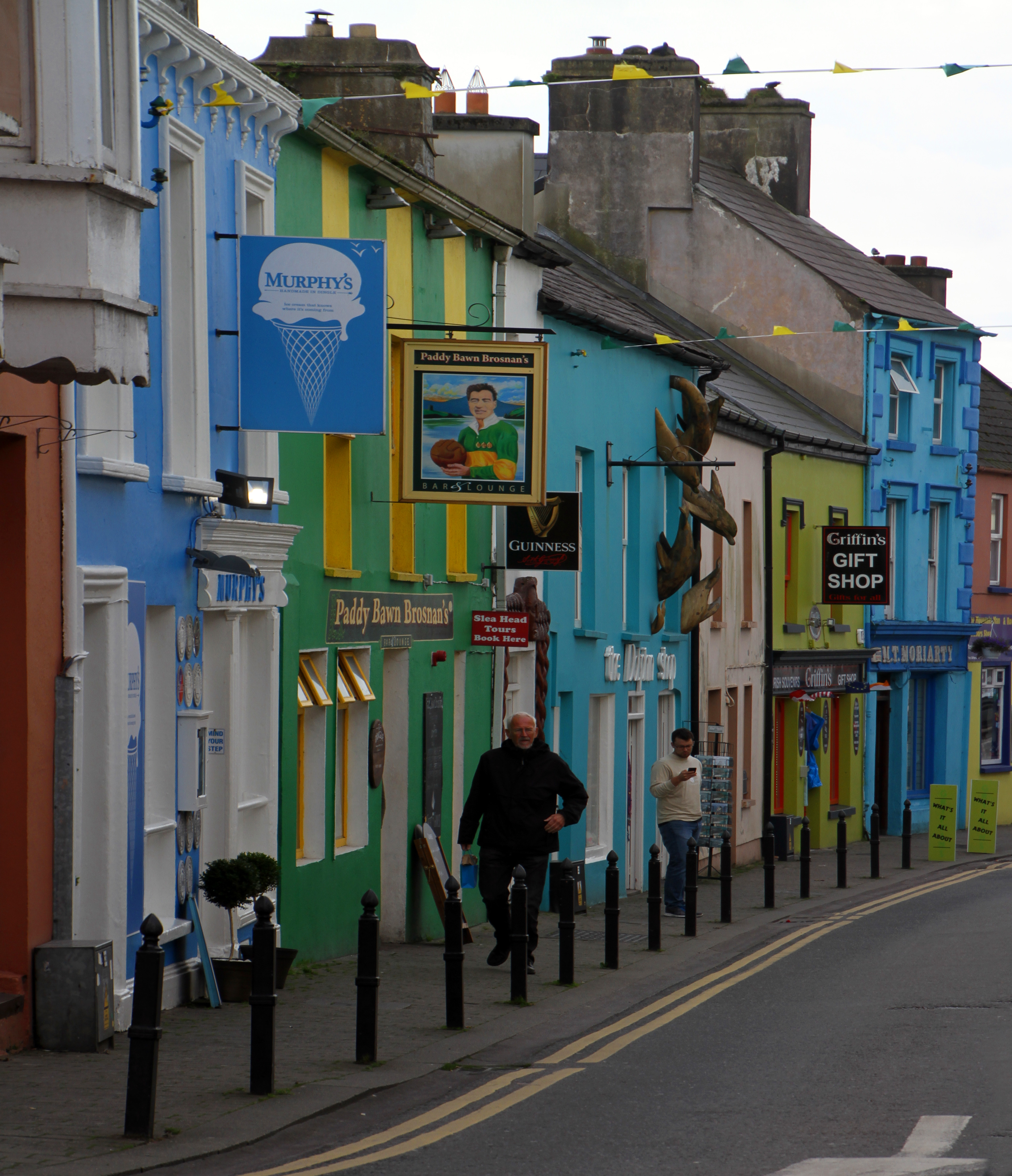
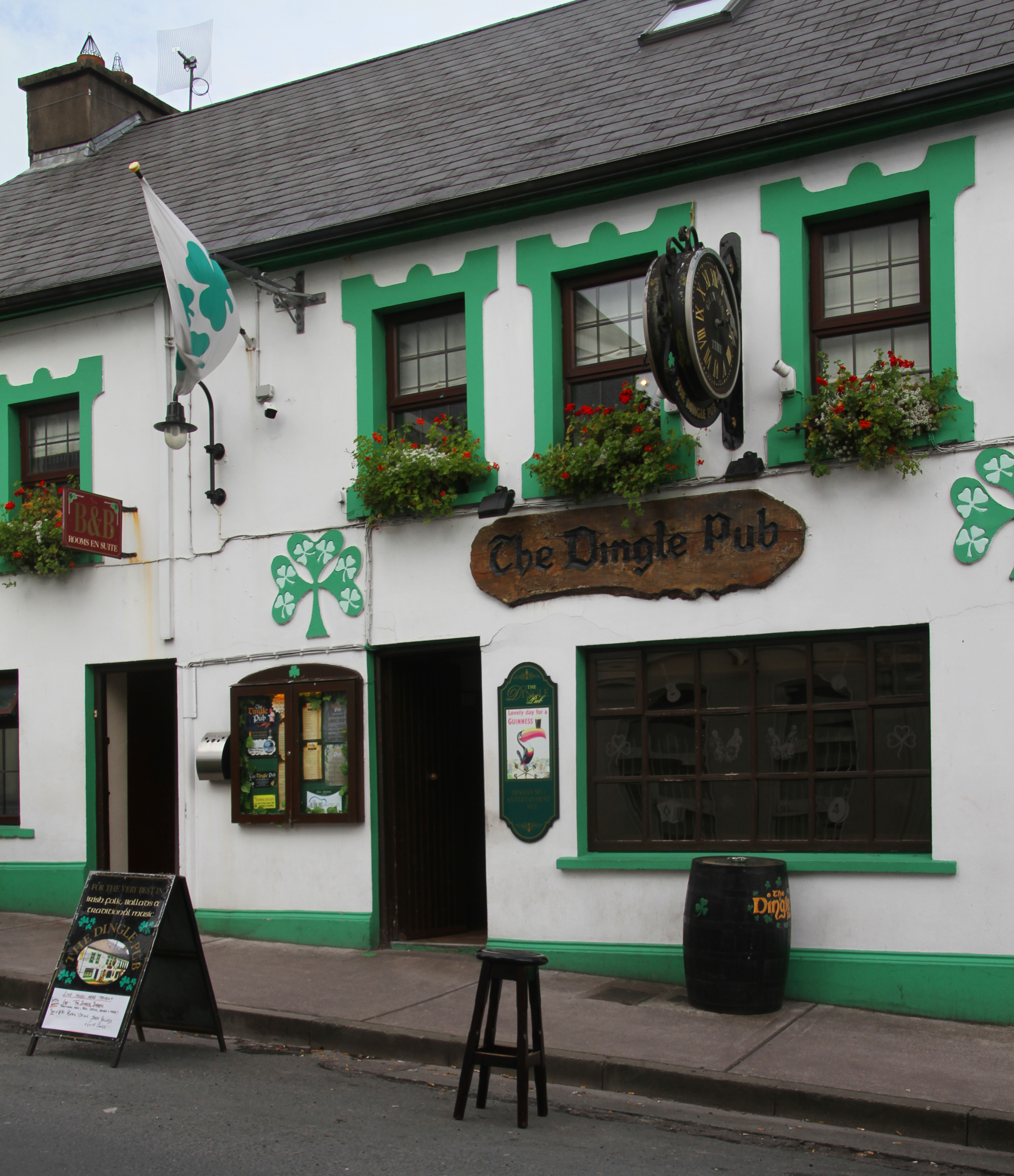
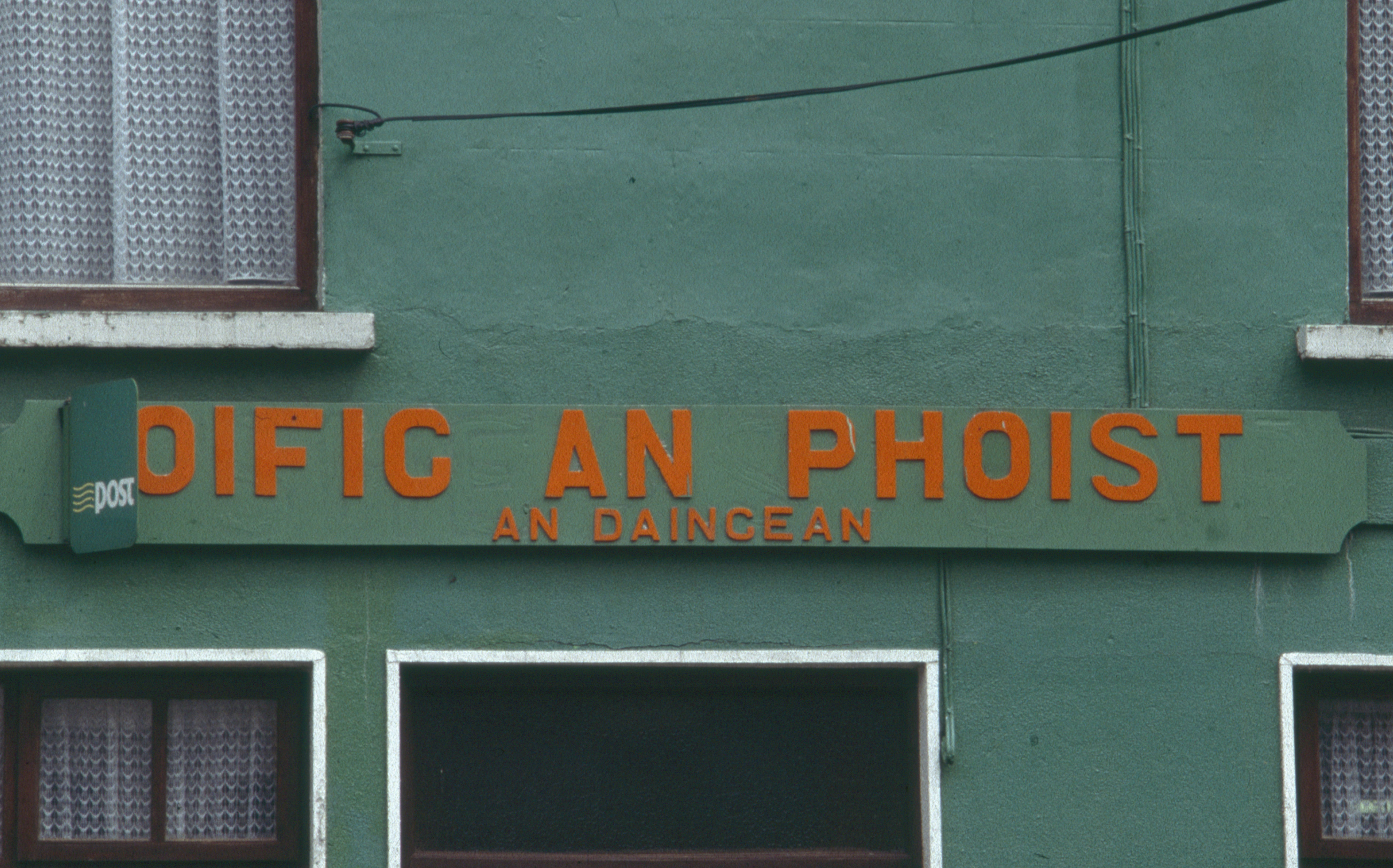
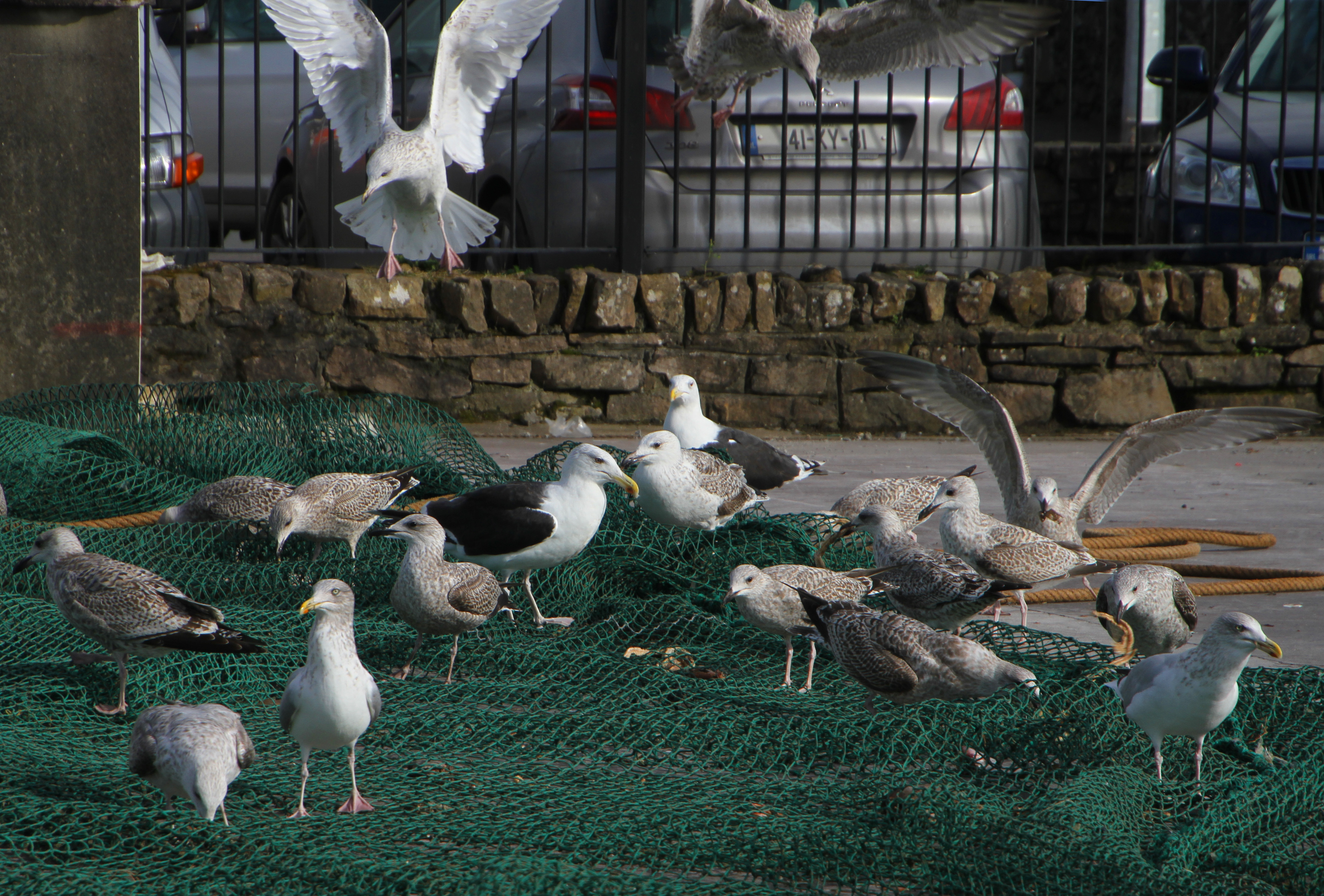
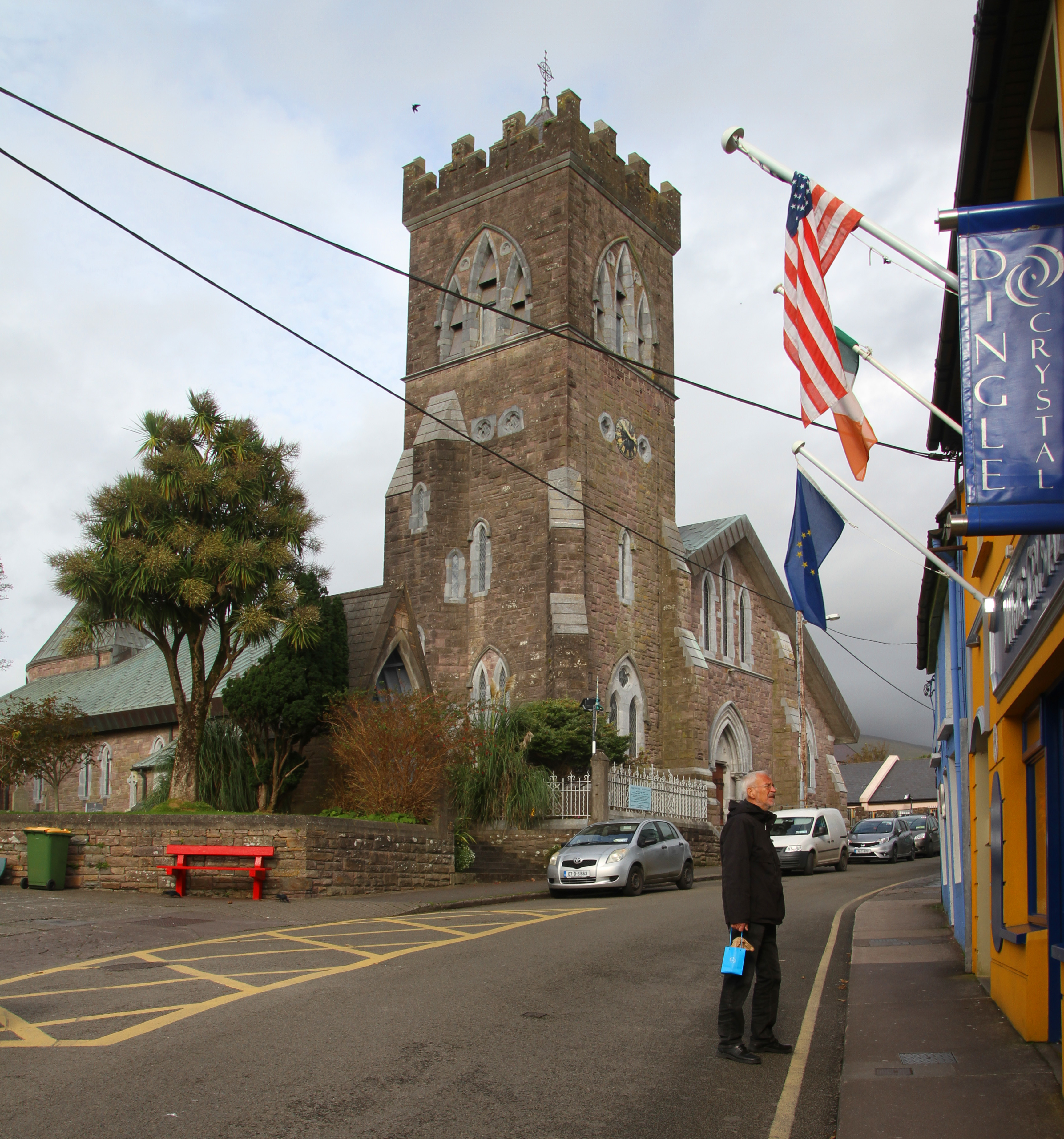
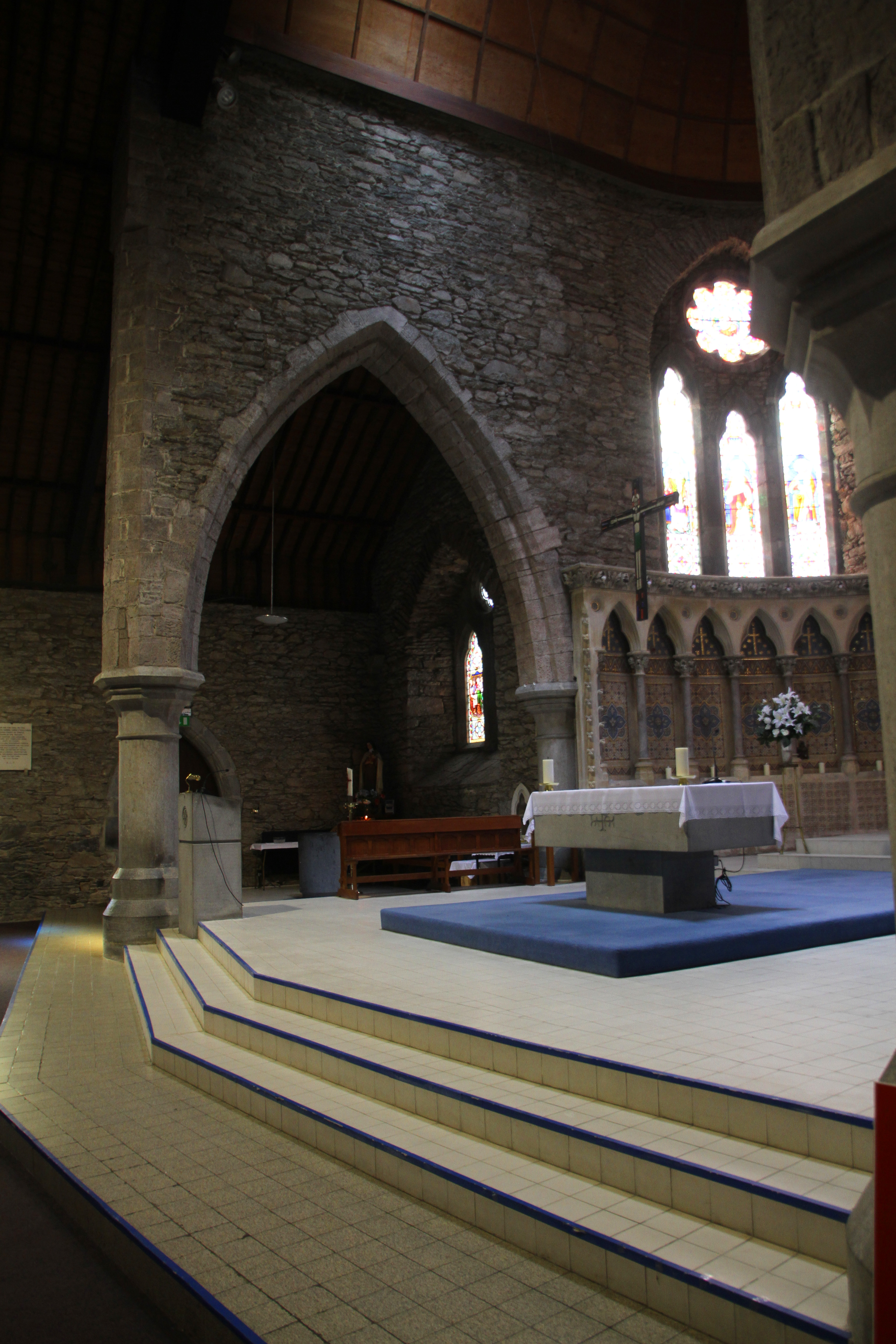